# Fay (Orne)
Fay é uma comuna francesa na região administrativa da Normandia, no departamento Orne. Estende-se por uma área de 8,63 km². Em 2010 a comuna tinha 72 habitantes (densidade: 8,3 hab./km²).